# Каллиопа (инструмент)

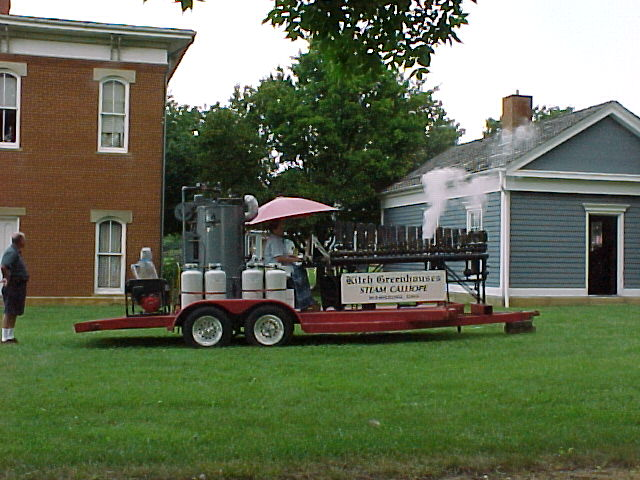
Каллиопа в музее Исторического общества Огайо

Каллиопа — паровой орган, использующий локомотивные или пароходные гудки. Название инструменту дано по имени древнегреческой музы Каллиопы.
Отличается громким, пронзительным звуком и не позволяет регулировать громкость — только высоту и длительность. Типичный инструмент включает 32 гудка, на отдельных инструментах их число могло доходить до 67.

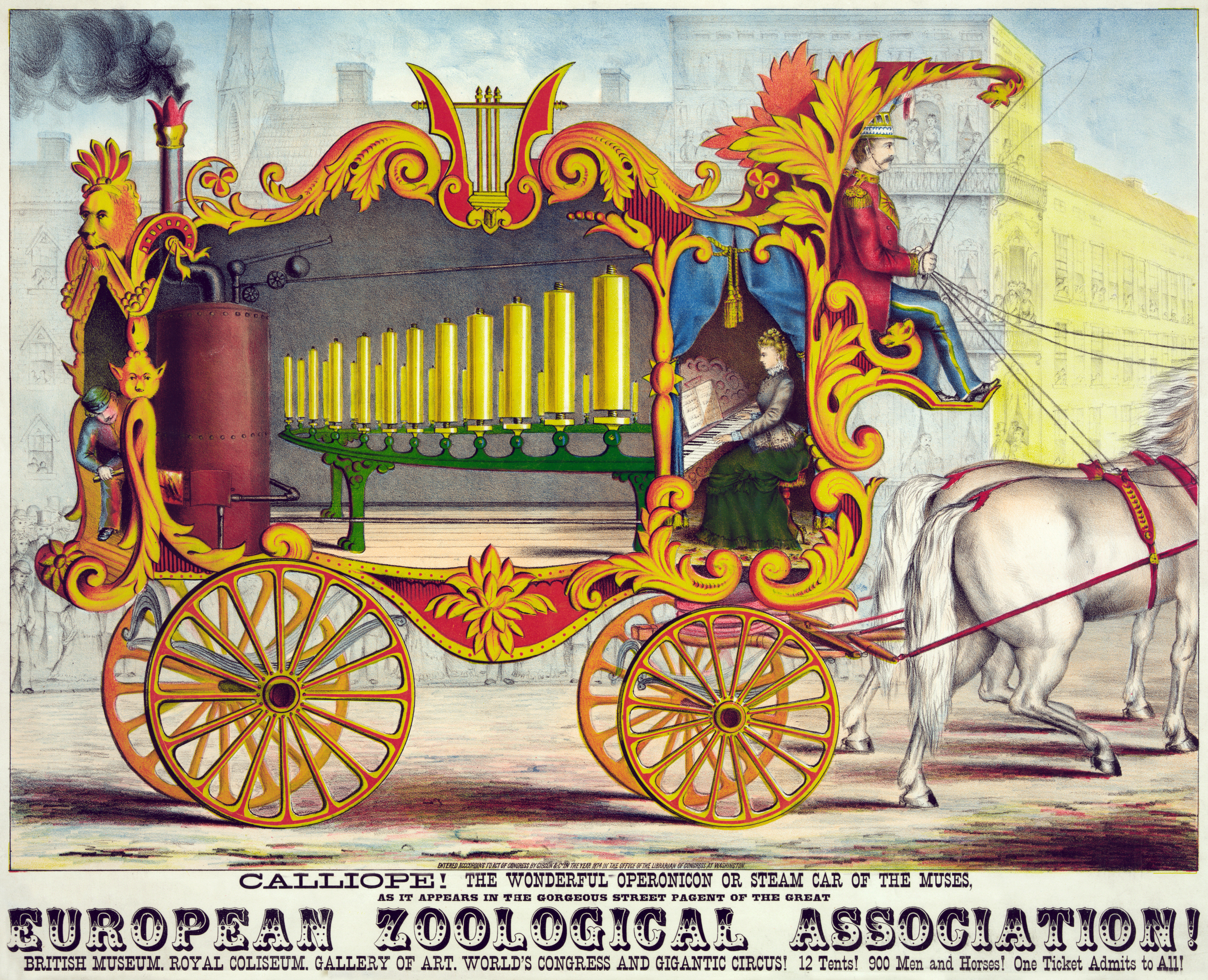
Афиша с изображением каллиопы, 1874 год

Запатентован Джошуа Стоддардом 9 октября 1855 года, хотя сообщается и о более ранних образцах инструмента начиная с 1832 года.
В 1859 году инструмент был показан в Лондоне, но в Европе каллиопа не получила широкого распространения. С 1900-х годов многие каллиопы делались с механизмом для автоматического звукоизвлечения без участия исполнителя, по образцу механического пианино или органа.
Первоначально предназначалась для замены церковных колоколов, но наиболее часто использовалась на пароходах и в цирках для завлечения посетителей. В конце XIX — начале XX веков каллиопы сооружались на большинстве речных прогулочных пароходов в США, несколько подобных судов сохранилось до наших дней. Во время экскурсий на сохранившихся кораблях исполняются музыкальные номера с использованием каллиопы, в частности, паровой орган сохранился на пароходе Delta Queen, спущенном на воду в 1926 году и ныне включённом в реестр Национальных исторических памятников США. Одно из свидетельств распространения инструмента на пассажирских судах можно найти в первом звуковом фильме Диснея «Пароходик Вилли», где Микки Маус играет на каллиопе.
Ко второй половине XX века функционирующих инструментов сохранилось мало. Так, музыканты The Beatles для записи песни «Being for the Benefit of Mr. Kite!» хотели использовать каллиопу, но им не удалось найти ни одной действующей модели; тогда были взяты плёнки с записью этого инструмента, нарезаны на несколько отрезков, склеены в произвольном порядке и в таком виде вставлены в песню.